# Ryan Mason
Pour les articles homonymes, voir Mason.
Ryan Glen Mason, né le 13 juin 1991 à Enfield, est un footballeur international anglais qui évolue au poste de milieu de terrain, devenu entraîneur. Il est actuellement l'entraîneur de West Bromwich Albion, en Championship.
En février 2018, il est contraint de mettre un terme à sa carrière à la suite d'une blessure à la tête subie un an plus tôt. En avril 2021, Ryan Mason devient le plus jeune entraîneur de l'histoire de la Premier League en prenant la tête de Tottenham à la suite du départ de José Mourinho.

## Biographie

### En club
Le 27 novembre 2008, Ryan Mason fait ses débuts pour Tottenham, lors d'un match de Coupe UEFA contre le club néerlandais du NEC Nimègue.
Le 22 janvier 2017, Mason est victime d'une fracture du crâne à la suite d'un choc aérien avec Gary Cahill lors d'un match contre le Chelsea FC. Il est transporté à l'hôpital St Mary's et y est opéré avec succès. Le 30 janvier suivant, il est autorisé à quitter l'hôpital.
De retour à l'entraînement au début de l'été 2017, Mason est contraint de mettre un terme à sa carrière sportive le 14 février 2018, à l'âge de 26 ans.

### En sélection nationale
Le 23 mars 2015, il est retenu dans le groupe anglais qui affronte la Lituanie (éliminatoires Euro 2016) et l'Italie (amical). Huit jours plus tard, il fait ses débuts internationaux, remplaçant Jordan Henderson face à l'Italie à la 74e minute du match (score 1-1).

### En tant qu'entraineur

#### Tottenham Hotspur
Le 19 avril 2021, à la suite du licenciement du poste d'entraineur de José Mourinho, Ryan Mason est nommé entraîneur des Spurs jusqu'à la fin de la saison. Âgé de seulement 29 ans, il devient donc le plus jeune entraîneur de l'histoire de la Premier League. Pour son premier match à la tête des Spurs, celui-ci affronte le Southampton de Ralph Hasenhüttl au Tottenham Hotspur Stadium, après avoir été mené 0-1 par l'intermédiaire de Danny Ings 30', en seconde période les Spurs renversent la vapeur avec des buts signés Gareth Bale 60' puis Son Heung-min 90' sur penalty, le match se termine sur le score de 2-1, Ryan Mason prend ainsi les trois points dans une course effrénée pour l'Europe pour sa première à la tête des Spurs. Le dimanche 25 avril 2021, les Spurs s'inclinent face au Manchester City Football Club de Pep Guardiola en finale de la Coupe de la Ligue, sur le score de 1 but à 0.

#### West Bromwich Albion
Le 2 juin 2025, West Bromwich Albion annonce officiellement l'arrivée de Ryan Mason au poste d'entraîneur à partir de la saison 2025-2026. Cette nomination s'explique par les récents événements survenus à Tottenham, consécutifs au licenciement d'Ange Postecoglou, ainsi que par l'instabilité sur le banc de West Bromwich Albion, marquée par une succession d'entraîneurs (Chris Brunt, Tony Mowbray et James Morrison) après le départ de Carlos Corberán pour le Valencia CF à la mi-saison 2024-2025.

## Statistiques
| Saison                | Club                    | Championnat           | Championnat | Championnat | Coupe(s) nationale(s) | Coupe(s) nationale(s) | Compétition(s) continentale(s) | Compétition(s) continentale(s) | Compétition(s) continentale(s) | Angleterre | Angleterre | Total | Total |
| Saison                | Club                    | Division              | M.          | B.          | M.                    | B.                    | Comp.                          | M.                             | B.                             | M.         | B.         | M.    | B.    |
| 2008-2009             | Tottenham Hotspur       | Premier League        | -           | -           | -                     | -                     | C3                             | 1                              | 0                              | -          | -          | 1     | 0     |
| 2012-2013             | Tottenham Hotspur       | Premier League        | -           | -           | 1                     | 0                     | C3                             | 2                              | 0                              | -          | -          | 3     | 0     |
| 2014-2015             | Tottenham Hotspur       | Premier League        | 31          | 1           | 4                     | 1                     | C3                             | 2                              | 0                              | 1          | 0          | 38    | 2     |
| 2015-2016             | Tottenham Hotspur       | Premier League        | 22          | 1           | 1                     | 0                     | C3                             | 6                              | 1                              | -          | -          | 29    | 2     |
| Sous-total            | Sous-total              | Sous-total            | 53          | 2           | 6                     | 1                     | -                              | 11                             | 1                              | 1          | 0          | 71    | 4     |
| 2009-2010             | Yeovil Town (prêt)      | League One            | 28          | 6           | 1                     | 0                     | -                              | -                              | -                              | -          | -          | 29    | 6     |
| 2010-2011             | Doncaster Rovers (prêt) | Championship          | 15          | 0           | -                     | -                     | -                              | -                              | -                              | -          | -          | 15    | 0     |
| 2011-2012             | Doncaster Rovers (prêt) | Championship          | 4           | 0           | 1                     | 1                     | -                              | -                              | -                              | -          | -          | 5     | 1     |
| 2011-2012             | Millwall FC (prêt)      | Championship          | 5           | 0           | 1                     | 0                     | -                              | -                              | -                              | -          | -          | 6     | 0     |
| 2012-2013             | FC Lorient (prêt)       | Ligue 1               | -           | -           | -                     | -                     | -                              | -                              | -                              | -          | -          | 0     | 0     |
| 2013-2014             | Swindon Town (prêt)     | League One            | 18          | 5           | 4                     | 0                     | -                              | -                              | -                              | -          | -          | 22    | 5     |
| Sous-total            | Sous-total              | Sous-total            | 70          | 11          | 7                     | 1                     | -                              | -                              | -                              | -          | -          | 77    | 12    |
| 2016-2017             | Hull City               | Premier League        | 16          | 1           | 4                     | 1                     | -                              | -                              | -                              | -          | -          | 20    | 2     |
| Sous-total            | Sous-total              | Sous-total            | 16          | 1           | 4                     | 1                     | -                              | -                              | -                              | -          | -          | 20    | 2     |
| Total sur la carrière | Total sur la carrière   | Total sur la carrière | 139         | 14          | 17                    | 3                     | -                              | 11                             | 1                              | 1          | 0          | 168   | 18    |

## Palmarès

### En club
- Tottenham Hotspur
  - Finaliste de la Coupe de la Ligue anglaise en 2015.

### Entraineur
- Tottenham Hotspur
  - Finaliste de la Coupe de la Ligue anglaise en 2021.